# Румыния на зимних Олимпийских играх 1998
Румыния принимала участие в Зимних Олимпийских играх 1998 года в Нагано (Япония) в шестнадцатый раз за свою историю, но не завоевала ни одной медали. 16 спортсменов (12 мужчин и 4 женщины) соревновались в 6 видах спорта:
- биатлон
- бобслей
- лыжные гонки
- фигурное катание: Корнел Георге[англ.] занял 21 место среди мужчин-одиночников,
- конькобежный спорт
- санный спорт.

Лучший результат показала самая юная участница румынской сборной — 19-летняя биатлонистка Эва Тофалви, которая пришла к финишу одиннадцатой в гонке на 15 км (время 56:48.6). В 1998 году Эва начала свою долгую олимпийскую карьеру. Самым старшим участником сборной был 43-летний бобслеист Пауль Нагу.